# 나이트 게임 (1987년 영화)
《나이트 게임》(영어: Lady Beware)은 미국에서 제작된 캐런 아서 감독의 1987년 스릴러 영화이다. 다이앤 레인 등이 출연하였고, 토니 스코티 등이 제작에 참여하였다. 이 영화는 “환상이 공포로 이어질 때”(When fantasy leads to terror)라는 대표 문구로 홍보되었다. 피츠버그와 그 주변 지역에서 촬영되었다.

## 출연진
- 다이앤 레인
- 마이클 우즈
- 코터 스미스
- 피터 너바직
- 에드워드 펜
- 타이라 페럴
- 트리샤 시먼스
- 데이비드 크로퍼드
- 레이 레인
- 빙고 오맬리
- 돈 브로킷

## 기타 제작진
- 협력 제작: 폴라 마커스
- 배역: 다이앤 디메이오
- 미술: 게일 워스너
- 세트: 톰 웰스